# Buddy Johnson
Buddy Johnson (* jako Woodrow Wilson Johnson; 10. ledna 1915 Darlington, Jižní Karolína, USA – 9. února 1977 New York City, New York, USA) byl americký jazzový klavírista, skladatel a kapelník. Na svých nahrávkách často spolupracoval se svou sestrou Ellou, se kterou byl v roce 2012 uveden do Blues Hall of Fame. Jeho skladbu „Since I Fell for You“ později předělalo mnoho hudebníků.